# Petracola labioocularis
Petracola labioocularis är en ödleart som beskrevs av  Köhler och LEHR 2004. Petracola labioocularis ingår i släktet Petracola och familjen Gymnophthalmidae. Inga underarter finns listade i Catalogue of Life.
Arten är endast känd från en liten region i centrala Peru. Den hittades vid 2980 meter över havet. Landskapet utgörs av buskskogar och åkrar.
Kanske påverkas beståndet av intensivt bruk av betesmarker. IUCN listar arten med kunskapsbrist (DD).